# Vía verde de Ojos Negros
La Vía Verde de Ojos Negros es un camino que discurre por el itinerario del antiguo ferrocarril minero Ojos Negros-Sagunto. Esta línea férrea de vía estrecha estuvo en funcionamiento entre 1907 y 1972, cuando fue clausurada. Con posterioridad se levantaron las vías. La senda acondicionada para senderismo y cicloturismo es de 182,2 km en total y va desde Ojos Negros (Teruel) hasta Albalat de Taronchers (Valencia). En la actualidad constituye la vía verde más larga de España.
Este recorrido se encuentra dentro del Eje Santander - Mediterráneo, de la Red de Caminos Naturales  del Ministerio de Agricultura, Pesca  y Alimentación.
Esta red clasifica el recorrido en tres etapas:
- Etapa 1: Ojos Negros (Minas de Sierra Menera) - Santa Eulalia (Actualmente hasta Peracense)
- Etapa 2: Santa Eulalia – Puerto Escandón (Punto más alto del recorrido)
- Etapa 3: Puerto Escandón – Algimia de Alfara

## Historia
A finales del siglo XIX, los empresarios vascos Ramón de la Sota y Eduardo Aznar consiguieron la explotación de los yacimientos de hierro de Setiles (Guadalajara) y Ojos Negros (Teruel). Para la comercialización, constituyeron la Compañía Minera de Sierra Menera (CMSM), el 3 de septiembre de 1900 en Bilbao. Eligieron la costa de Sagunto (Valencia) para su exportación, donde construyeron un embarcadero para la carga de los barcos.
El yacimiento de Ojos Negros, lugar desde el que salía el mineral, estaba solamente a 15 km de la línea del F.C. Central de Aragón que hacía la ruta desde Teruel hasta Sagunto. Sin embargo, por discrepancias en el precio del transporte y porque la compañía minera no deseaba depender de terceros, se decidió construir una nueva línea de tren de vía estrecha.
El trazado de la nueva ruta iba casi en paralelo a la ya existente, aunque se sorteaban las poblaciones porque este ferrocarril era exclusivamente de transporte privado. La obra de 204 km de longitud fue un viaje de ida y vuelta. Al principio, ajenos al tren en servicio, haciendo el viaje por sus propios medios. Al final, ya en 1972, llegando a un acuerdo con Renfe, heredera del Central, para arrendar el transporte en su tren de vía ancha. El proyecto que había cumplido las expectativas en los primeros años, se tornó después en un impedimento para poder ampliar la producción.

 
El primer trayecto oficial fue el 27 de julio de 1907 y siguió en funcionamiento hasta 1932 cuando, por la crisis económica y social del momento, se paró la actividad. Durante la guerra civil española, esta infraestructura sufrió bastantes desperfectos que, una vez finalizada la contienda, se tuvieron que reparar. Finalmente, el tren vuelve a ponerse en servicio en 1941 y así seguirá hasta el 29 de julio de 1972, cuando se cierra definitivamente.

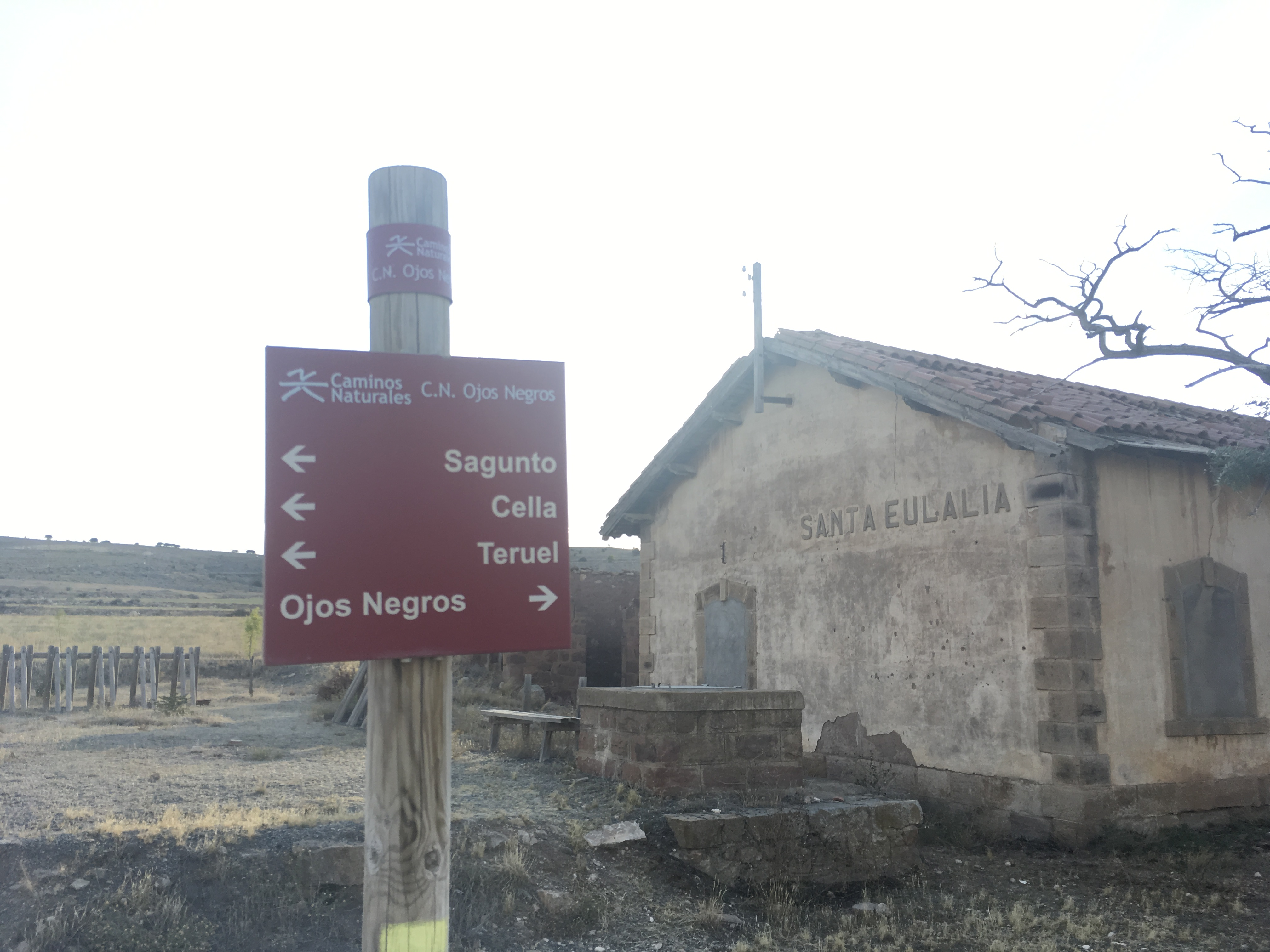
Camino Verde de Sierra Menera a su paso por Santa Eulalia del Campo (Teruel)

En el año 1917 los mismos propietarios constituyeron la Compañía Siderúrgica del Mediterráneo, con objeto de construir una planta siderúrgica en Sagunto. Se trataba de utilizar el mineral transportado. La puesta en marcha de esta planta en 1924, así como el resto de instalaciones de la compañía, puede decirse que estuvo en el origen de la actual población de Puerto de Sagunto por la intensa inmigración interior que provocó. En el año 1985, ya como Altos Hornos del Mediterráneo, cierra también esta siderúrgica.
En el año 2002, la traza del tren clausurado empezó a recuperarse como vía verde. En distintas actuaciones se van levantando las vías y traviesas, se va señalizando todo el sendero, e incluso se van asfaltando algunos de los tramos. También se repararon y protegieron varios puentes que se hallaban en mal estado. El último tramo acondicionado ha sido de 14,7 km, entre Ojos Negros y Peracense, en la provincia de Teruel.

## Localización
En febrero de 2023, el recorrido total acondicionado es de 182,2 km de camino. La vía verde parte del Barrio Centro de Sierra Menera, en Ojos Negros (Teruel), y finaliza en Albalat de Taronchers (Valencia). La ruta pasa por Villar del Salz, Peracense, Almohaja, Santa Eulalia, Cella, Caudé, Teruel, La Puebla de Valverde, Sarrión y Albentosa, en la provincia de Teruel; Barracas, Caudiel, Jérica, Navajas, Altura y Soneja en la provincia de Castellón y Algimia de Alfara en la provincia de Valencia.

## Accesos
Dada su longitud y recorrido, la vía verde tiene múltiples y fáciles accesos. Es posible llegar por carretera, a través de la autovía A-23, de la carretera nacional N-234, o utilizando el tren en la línea Zaragoza-Teruel-Sagunto, que va en paralelo a la vía verde y tiene paradas en varias localidades cercanas. También, es habitual dejar el coche al principio o al final y coger el tren de vuelta una vez finalizada la ruta. 
Actualmente el punto más próximo al inicio de la Vía Verde en Ojos Negros, con conexión ferroviaria, de la carretera nacional N-234 y de la Autovía Mudejar A-23, así como con parada de las distintas líneas de autobuses  que operan en la zona, es Santa Eulalia del Campo. Si se llega a esta localidad en coche propio, la estación de Santa Eulalia, dispone de zona de aparcamiento público gratuito, donde se puede dejar el vehículo hasta el regreso en tren al finalizar la Vía Verde. Los trenes de Media Distancia de RENFE que operan en esta estación, permiten viajar en ellos con la bicicleta, algo muy valorado por los cicloturistas.

## Descripción
La ruta parte de Santa Eulalia (Teruel) a una altitud de 1036 m para subir, 50 km más adelante, a los 1223 m en el Puerto de Escandón, el punto más alto de la vía. Desde aquí, la senda se convierte en bajada más o menos pronunciada hasta llegar a los 98 m en Albalat de Taronchers (Valencia), unos 112 km después. Por ello, resulta más cómodo y práctico hacer el recorrido en dirección al mar.

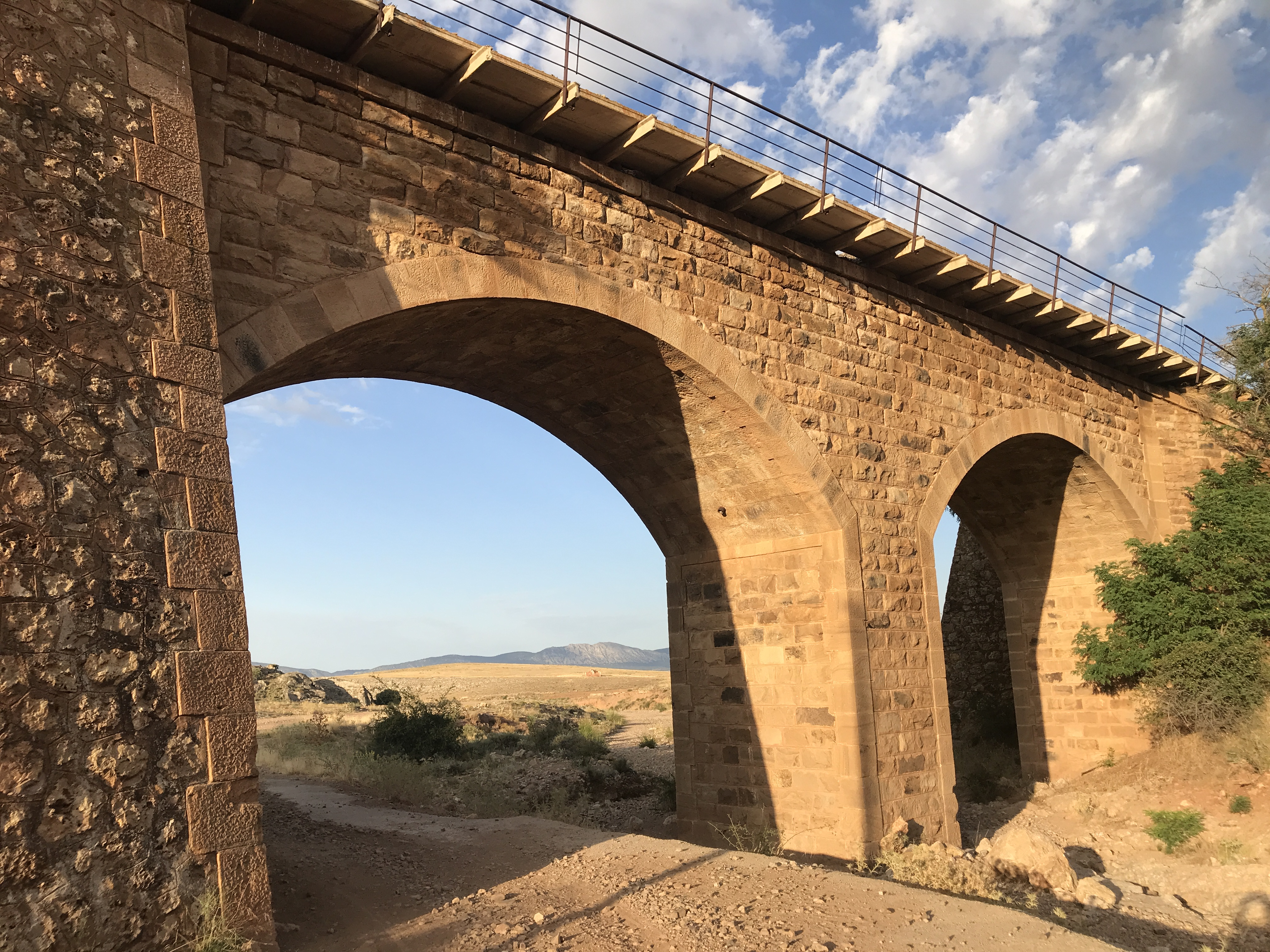
Puente de la Leona. Via Verde Sierra Menera. Etapa 1 entre Ojos Negros - Santa Eulalia del Campo a su paso por esta última localidad (Actualmente en obras)

Debido a la orografía del terreno, el trayecto tiene 21 túneles, los más largos con luz, y 21 viaductos. El firme es de asfalto y tierra compactada según tramos.
Hay áreas de descanso habilitadas en múltiples puntos del recorrido. También, la pérdida de la traza original obliga a desvíos por caminos rurales, o con tráfico compartido, en diferentes tramos a lo largo de toda la ruta.
El camino se inicia en la antigua estación de Ferrocarril de Sierra Menera de Santa Eulalia, en el km 24 del viejo trayecto ferroviario, y va avanzando por la llanura del corredor del río Jiloca. Son largas rectas entre campos de cultivo de cereales. En el kilómetro 34 se llega a la vega del Jiloca, con campos de regadío, bosques de chopos y cruce de acequias. En el kilómetro 38 se pasa a la altura de Cella.
La ruta continúa por una recta entre campos de secano. Sobre el kilómetro 45 se dejan atrás las instalaciones del Aeropuerto de Teruel. Después de esto, se acerca la población de Caudé, aunque la vía rodea esta localidad sin llegar a entrar. Después de algunos cruces con carreteras y la autovía A-23, el relieve cambia y aparecen las primeras trincheras. El camino llega a la vieja estación de Teruel.
Pasado el cruce del río Alfambra, la vía comienza el ascenso al Puerto de Escandón. La senda avanza por una zona de karst de yesos.

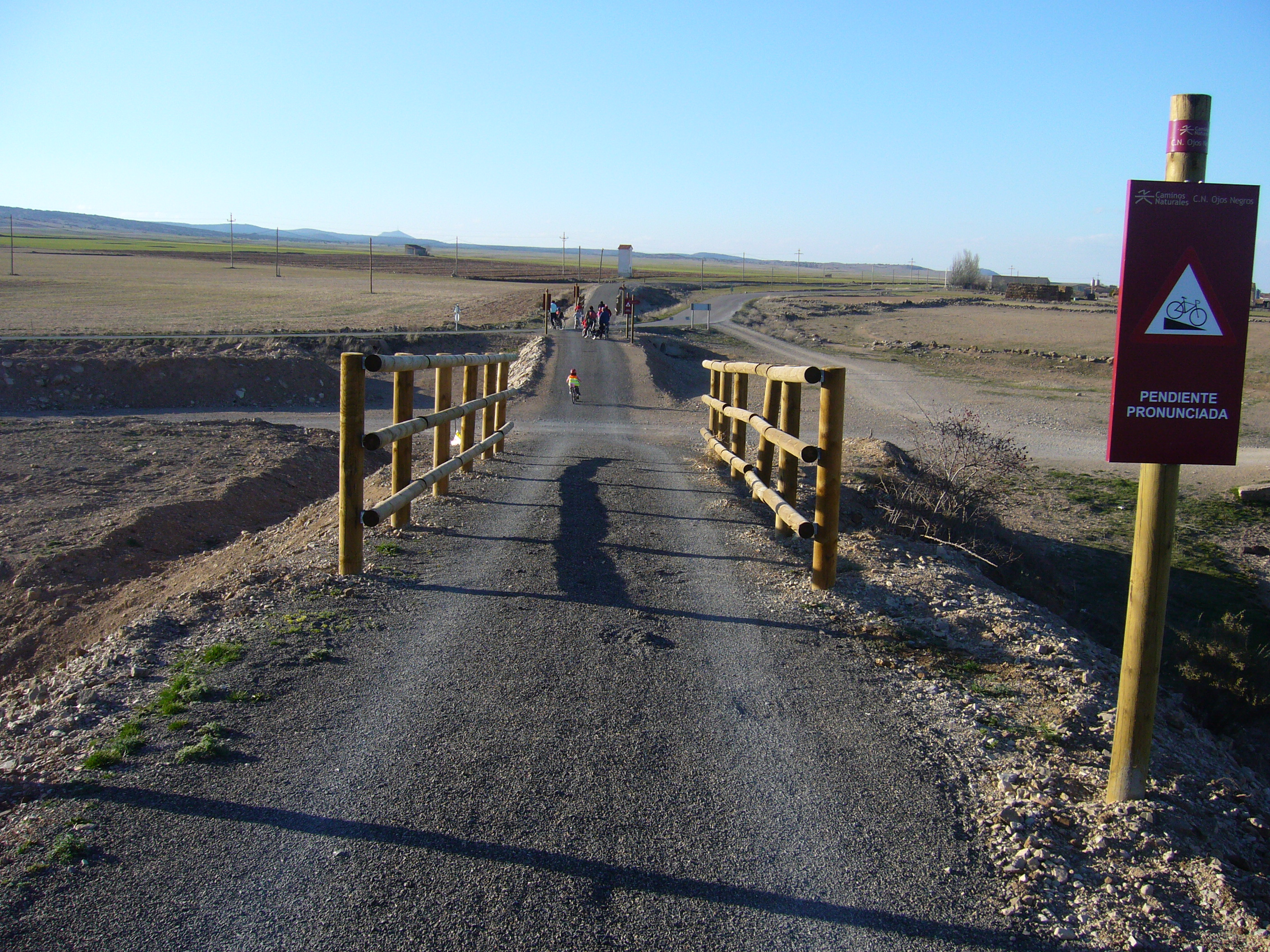
Vista de la vía verde con la señalización de los Caminos Naturales utilizada.

En el km 66 se llega a la estación de Valdecebro. Poco más adelante hay un camino rural que lleva hasta la ciudad de Teruel, pasando por Dinópolis, parque temático de dinosaurios. El relieve se complica con trincheras y terraplenes y en los siguientes kilómetros es necesario pasar por tres túneles y cuatro viaductos. Finalmente, se llega a la estación de Puerto Escandón que es el punto más elevado de la ruta.
A partir de aquí, el camino es casi siempre de bajada hasta su final. Con una larga recta, se llega a la estación de La Puebla de Valverde, localidad cercana a la ruta. Más adelante, se debe cruzar la Rambla de Peñaflor, atravesada por cuatro puentes en paralelo de los distintos transportes que se juntan aquí, autovía, carretera, ferrocarril y vía verde.
El camino continúa entre pequeños bosques de sabinas, encinas y acacias. A partir del kilómetro 91 desaparecen los bosques y empiezan a verse tierras de labor. Se alcanza la estación de Sarrión, localidad situada muy cerca de la vía. Poco después, vuelve a complicarse el relieve con barrancos y lomas. Hay que pasar un viaducto y un túnel para volver a un terreno menos accidentado, aunque con algunas trincheras.
En el kilómetro 104 de la ruta, tras pasar un túnel en curva e iluminado, se llega al viaducto de Albentosa, de 179 m de longitud y 50 m de altura. Este puente es, quizás, el más espectacular del recorrido. La población de Albentosa está cerca, aunque situada sobre una montaña. La vía sigue su trazado por un paisaje de monte bajo con campos de labor. Hay ejemplares de quejigo, sabinas y encinas. A lo lejos se pueden ver las montañas de la Sierra de Gúdar.  
Al cruzar la Rambla del Barruezo, kilómetro 116 de la ruta, se pasa de Aragón a la Comunidad Valenciana.
El camino llega a Barracas, en la comarca del Alto Palancia, localidad con todos los servicios y de fácil acceso. La ruta prosigue con una interminable recta por la llanura posterior a la población, en ligero ascenso hacia el parque de aerogeneradores instalados sobre la montaña. En la bajada siguiente, pinares de pino carrasco y cultivo de almendros. Terreno escarpado, con el viaducto de La Fuensanta y tres túneles al paso, antes de llegar a Caudiel. La vía cruza esta población.
El camino continúa su recorrido con tres nuevos túneles. Casi seis kilómetros después se llega a Jérica, donde se debe cruzar la localidad y alcanzar por un carril bici la continuación de la traza ferroviaria, junto a una casilla de paso a nivel.
La ruta se dirige ahora hacia Navajas. Antes habrá que pasar por el viaducto sobre el río Palancia, cuatro túneles más y el mirador del Regajo, desde el que puede observarse el embalse del mismo nombre. A continuación, se entra en Altura y se cruza esta población por un lateral, saliendo el camino a una zona de cultivos. Sin embargo, pronto aparece un nuevo sector de monte, con vistas de la monumental ciudad de Segorbe en la distancia.
Más adelante la ruta atraviesa una zona de canteras. El camino es compartido y desemboca fuera del trazado ferroviario, entre los viales de servicio de la autovía. En este tramo, se pasa por un mirador que permite observar la característica estampa de Sot de Ferrer.
El camino sigue por pista asfaltada, entre huertos de naranjos y algunos olivos. Se cruza el viaducto de Arguinas y también alguna trinchera, para llegar finalmente a Algimia de Alfara. Desde aquí se continúa por el tramo recientemente habilitado, acercándose a la autovía. Se circula en paralelo a ella, con las estribaciones de la Sierra Calderona enfrente, hasta llegar a Albalat de Taronchers.

## Conexión con la vía verde Ferrocarril Santander-Mediterráneo
A finales del año 2022 se puso en servicio el tramo de 14,7 km desde Ojos Negros a Peracense por Villar del Salz. Quedó pendiente de completar el recorrido hasta Santa Eulalia, punto donde anteriormente arrancaba la vía verde. Por otra parte, se han acondicionado caminos rurales entre Ojos Negros y Fuentes Claras, obras que permiten la conexión con la vía verde F.C. Santander-Mediterráneo.

## Enlace con Valencia ciudad
En el extremo sur, está en marcha la conexión entre el actual fin de la vía, Albalat de Taronchers, y la ciudad de Sagunto, utilizando 8 km del viejo trazado del ferrocarril. Asimismo, una vez alcanzada esta población, se ejecutará la unión de Sagunto con la vía verde de Xurra, que con 15 km de recorrido termina en la misma ciudad de Valencia.

## Hábitat

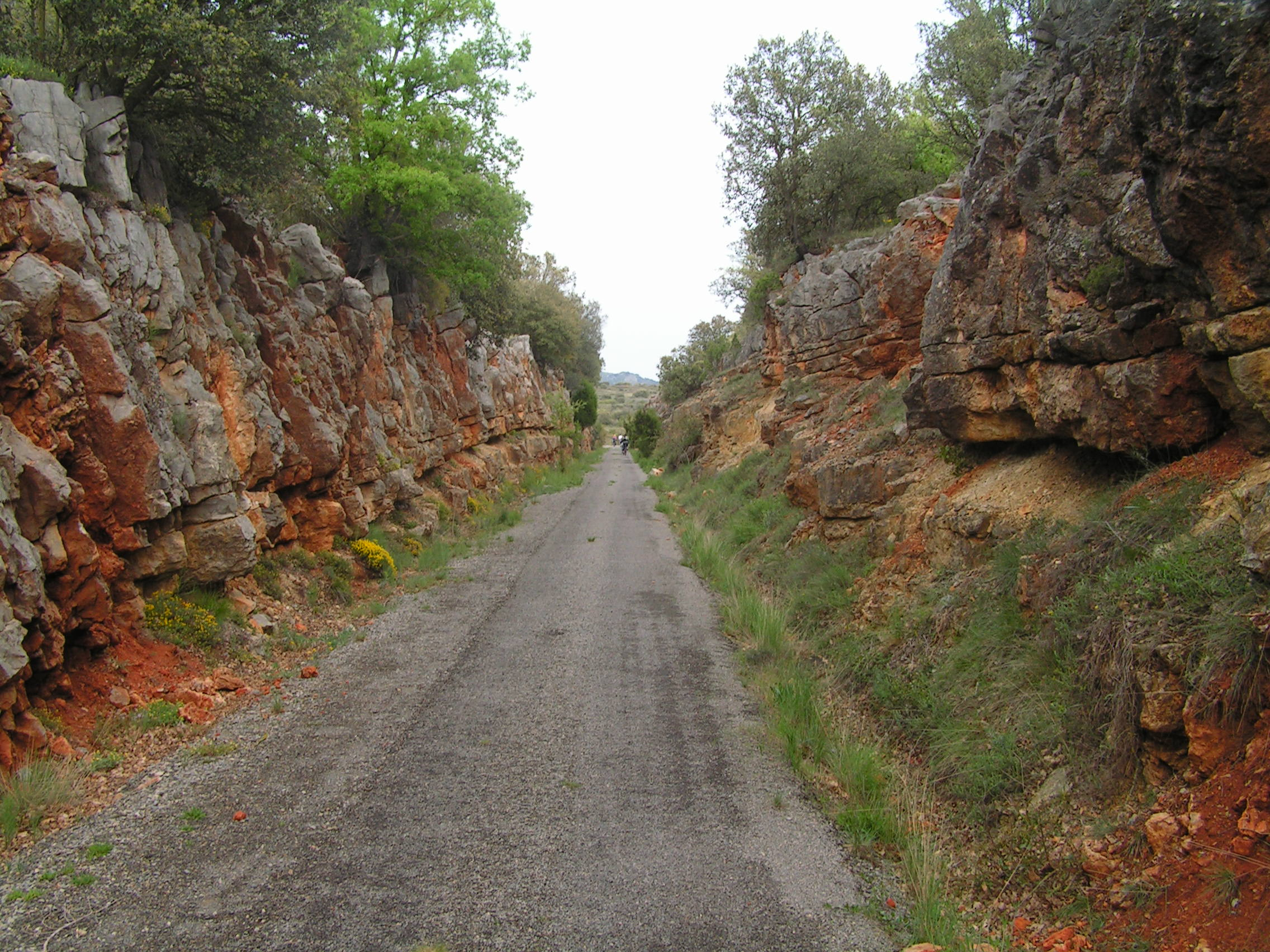
Vista de la vía verde llegando al Palancar.

En cuanto al hábitat presente en el recorrido, cabe destacar que la vía verde atraviesa o discurre en las proximidades de 27 espacios naturales protegidos.
Asimismo, cabe destacar también la existencia en el kilómetro 55 de la vía, entre Caudé y la antigua estación de Teruel, de un impresionante corte del terreno. Es la llamada Falla de Concud. Este relieve está documentado por  estudios geológicos.

## Turismo y cultura
A lo largo del camino, existen múltiples puntos de interés, tanto turístico como cultural. Algunos de estos puntos son:
- Ojos Negros, lugares de la actividad minera de la zona e historia de la misma.[27]
- Santa Eulalia, localidad donde actualmente comienza al Vía Verde, con estación de tren, conexión por la Autovía A-23 y Autobús,[12] [13]

- Cella, con su acueducto romano y la fuente de Cella.[28][29]

- Teruel, ciudad declarada Patrimonio de la Humanidad por la Unesco.[30]

- Sarrión, reconocida como ciudad de la trufa con su Feria Internacional de la Trufa.[31][32]
- Torás, donde se ha rehabilitado la antigua estación y reconvertido en el museo del ferrocarril de Torás.[33]
- Viver, entre Caudiel y Jérica, con importantes restos de la guerra civil española.[34]

- Altura, donde se ha declarado Bien de Interés Cultural (BIC) a la Cartuja de Vall de Cristo.[35]

- Segorbe, ciudad monumental con rico patrimonio.[33]

- Sagunto, ciudad monumental y cruce de culturas.[36]

- Puerto de Sagunto, donde está el Centro de Interpretación de la Vía verde de Ojos Negros y el museo Ciudad del Acero.[37][38]